# Nouic
Nouic ist eine französische Gemeinde mit 430 Einwohnern (Stand 1. Januar 2022). Sie gehört zur Region Nouvelle-Aquitaine, zum Département Haute-Vienne, zum Arrondissement Bellac und zum gleichnamigen Kanton. Sie grenzt im Norden an Val d’Issoire mit Mézières-sur-Issoire, im Osten an Blond, im Südosten an Mortemart, im Süden an Montrol-Sénard, im Südwesten an Montrollet und Saint-Christophe und im Westen an Bussière-Boffy. Die Bewohner nennen sich die Nouaijauds.

## Bevölkerungsentwicklung
| Jahr      | 1962 | 1968 | 1975 | 1982 | 1990 | 1999 | 2006 | 2013 |
| --------- | ---- | ---- | ---- | ---- | ---- | ---- | ---- | ---- |
| Einwohner | 794  | 754  | 608  | 561  | 539  | 487  | 522  | 510  |

## Sehenswürdigkeiten
- Kirche Saint-Pierre-ès-Liens
- Schloss Fraisse, Monument historique

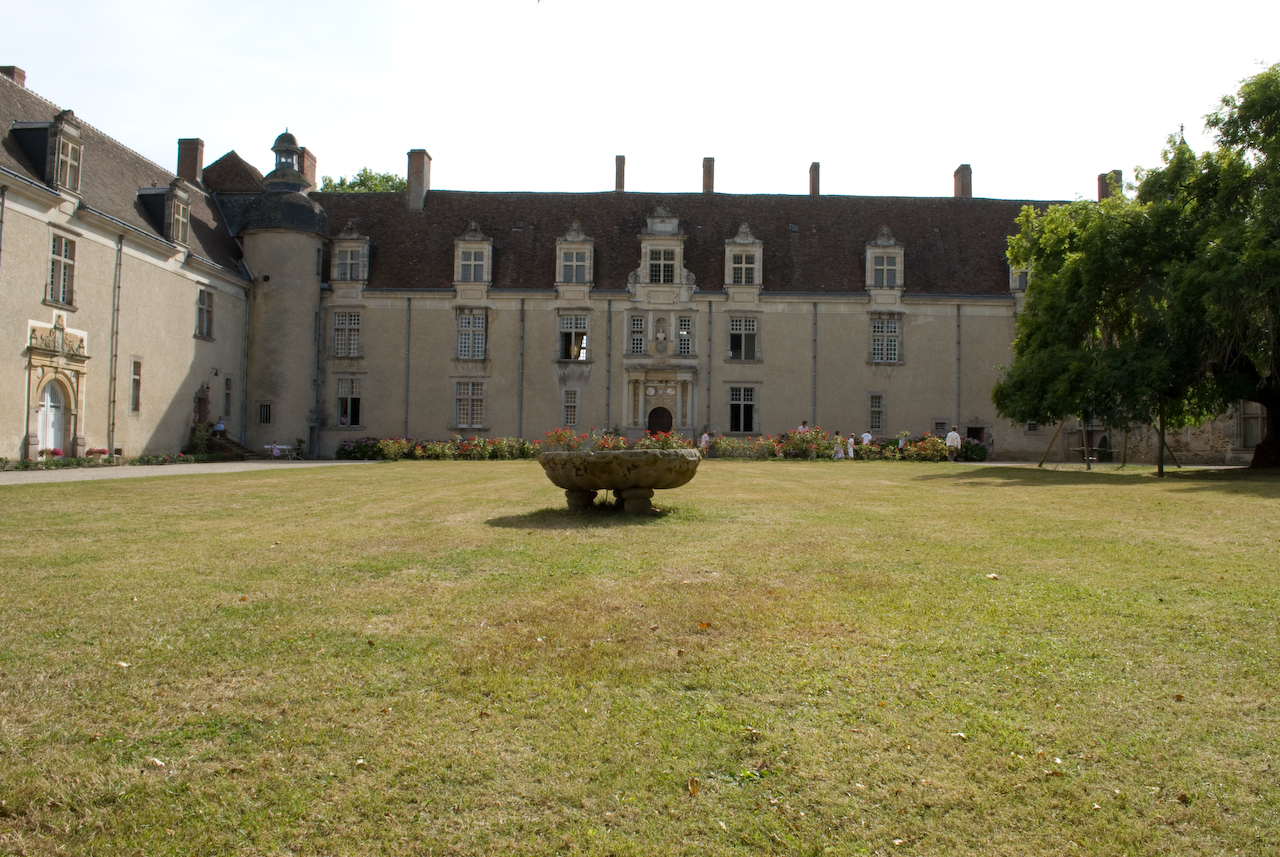
Schloss Fraisse